# Cedrela molinensis
Cedrela molinensis är en tvåhjärtbladig växtart som beskrevs av T.D.Penn. & Reynel. Cedrela molinensis ingår i släktet Cedrela och familjen Meliaceae. Inga underarter finns listade i Catalogue of Life.